# Čwachták Fest
Čwachták Fest je český hudební festival pořádaný od roku 2012 ve městě Třemošnice v okrese Chrudim ve Východních Čechách.

## Přehled
Jednodenní festival se tradičně odehrává v červenci v areálu letního koupaliště v Třemošnici. Program je rozdělený na dvě pódia. Hlavní pódium nabízí multižánrovou hudbu, především pak kapely spadající do žánrů punk a ska. Druhá stage je věnována především elektronické hudbě. První ročník festivalu poznamenaný nepřízní počasí navštívilo přibližně 600 lidí. Během druhého ročníku jich bylo již více než 1000.

## Účinkující
Na první „hlavní“ stage vystoupili v minulých ročnících festivalu kapely: N.V.Ú, Sto zvířat, Mňága a Žďorp, S.P.S., UDG, Pipes and Pints, Totální nasazení, Houba, E!E, Skyline, Imodium, Dukla Vozovna, Zamčená Hlava, Ve Vývoji, Slamer Banger, Kulturní Zřízenost, Medvěd 009, Novoveska, Vypuštěné Koupaliště, Zvlášný Škola, Krucipusk, Zoči Voči, Civilní Obrana, Brisk Fart, Plexis, Zakázaný Ovoce, The Fialky, Nanosféra a další…  Tradičními účinkujícími je místní kapela Žádnej stres, která festival také pořádá.
Na druhé stage: DJ PIXIE, Záviš, Mr.COCOMAN, Dr. KARY, WILDA PANDA, Mr.Roll, AfaRastafa, MessenJah, MISSY M, Třemošnický divadelní soubor a vše zastřešuje Rambajs Sound System.